# Vrouwehek
Het Friese- of Vrouwehek  was de toegang tot de Nederlandse stad Haarlem die de Stationsbuurt naar het noorden ontsloot richting Spaarndam via de Spaarndamseweg. Andere schrijfwijzen van de stadspoort zijn het Friesche of Goe Vrouwehek.

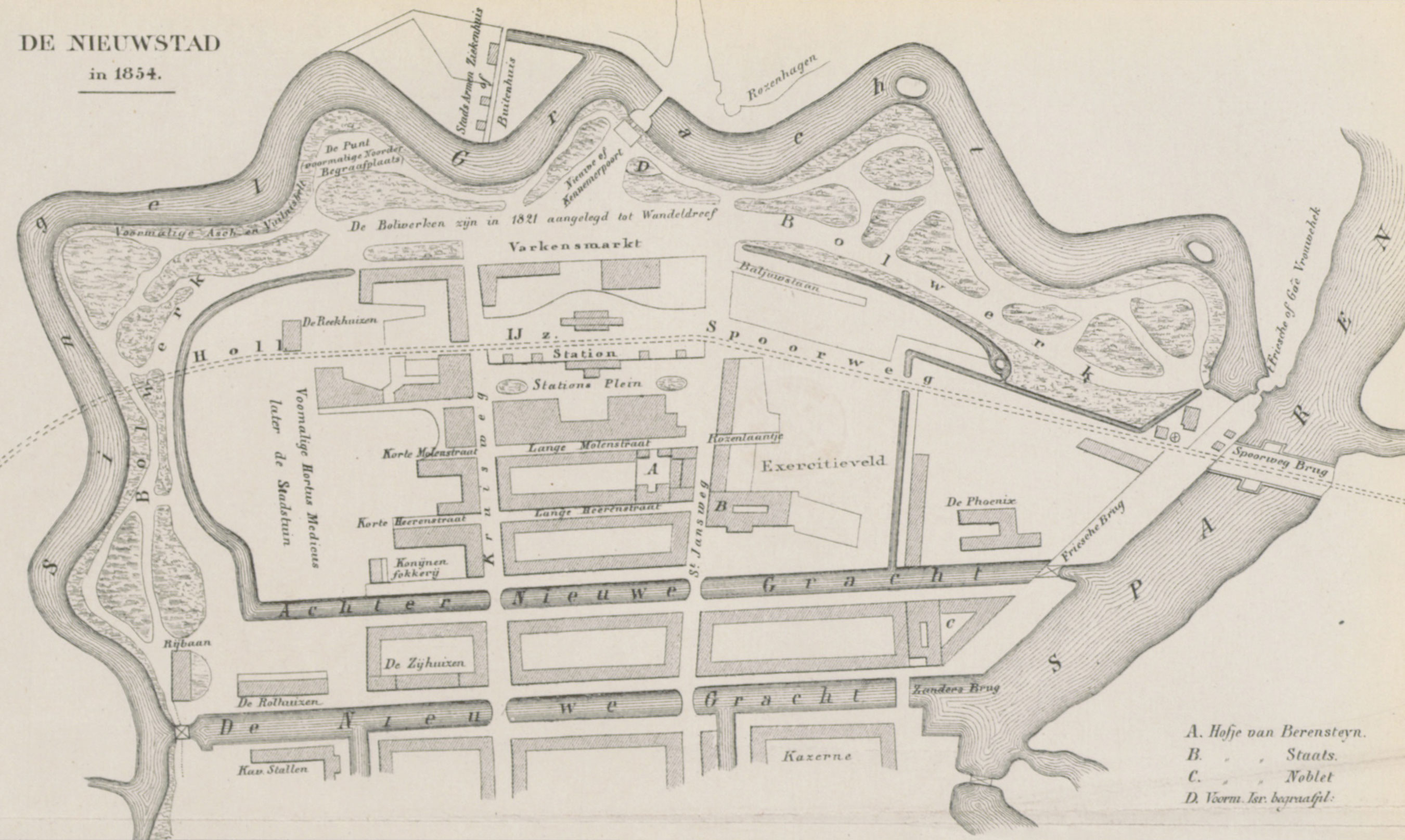
De stadspoort aangegeven in de rechterbovenhoek op een kaart uit 1854

Het Vrouwehek dateerde uit de tweede helft van de 17e eeuw en was gelegen daar waar de Kloppersingel het Spaarne instroomt. Het bestond uit een simpel hek tussen twee stenen beren met een stenen boog daarboven en een ophaalbrug. 
Op veel afbeeldingen is ook de molen Het Fortuin te zien.
Amsterdamse Poort · Schalkwijkerpoort · Eendjespoort · Kleine Houtpoort · Grote Houtpoort · Raampoort · Raakstorens · Zijlpoort · Kruispoort · Janspoort · Nieuwpoort / Kennemerpoort · Catrijnenpoort · Deymanspoort · Vrouwehek